# Zwiniec okrajkowy
Zwiniec okrajkowy, spodziec okrajkowy (Spilostethus saxatilis) – gatunek pluskwiaka różnoskrzydłego z rodziny zwińcowatych i podrodziny Lygaeinae.

## Ekologia
Pluskwiak ten preferuje cieplejsze stanowiska, jak skraje łąk i pól, gdzie odżywia się, wysysając soki różnych roślin.

## Występowanie
Gatunek palearktyczny, podawany z dużej części Europy, Azji Mniejszej, Bliskiego Wschodu i Afryki Północnej. W Polsce rzadki, od połowy XX wieku wykazany tylko raz: z Sudetów Wschodnich w 2011 roku. Dawniej podawany z pojedynczych stanowisk w południowo-zachodniej części kraju.